# Marc Ryan
Marc James Ryan (Timaru, 14 de octubre de 1982) es un deportista neozelandés que compitió en ciclismo en las modalidades de pista, especialista en las pruebas de persecución, y ruta.
Participó en dos Juegos Olímpicos de Verano, en los años 2008 y 2012, obteniendo una medalla de bronce en cada participación, ambas en la prueba de persecución por equipos (en Pekín 2008 junto con Sam Bewley, Hayden Roulston y Jesse Sergent y en Londres 2012 con Sam Bewley, Jesse Sergent y Aaron Gate).
Ganó cinco medallas en el Campeonato Mundial de Ciclismo en Pista entre los años 2009 y 2015.

## Medallero internacional
| Juegos Olímpicos   | Juegos Olímpicos        | Juegos Olímpicos  | Juegos Olímpicos        |
| Año                | Lugar                   | Medalla           | Competición             |
| ------------------ | ----------------------- | ----------------- | ----------------------- |
| 2008               | Pekín (China)           | Medalla de bronce | Persecución por equipos |
| 2012               | Londres (Reino Unido)   | Medalla de bronce | Persecución por equipos |
| Campeonato Mundial |                         |                   |                         |
| Año                | Lugar                   | Medalla           | Competición             |
| 2009               | Pruszków (Polonia)      | Medalla de bronce | Persecución por equipos |
| 2012               | Melbourne (Australia)   | Medalla de bronce | Persecución por equipos |
| 2014               | Cali (Colombia)         | Medalla de bronce | Persecución individual  |
| 2014               | Cali (Colombia)         | Medalla de bronce | Persecución por equipos |
| 2015               | Saint-Quentin (Francia) | Medalla de oro    | Persecución por equipos |

1. ↑  Compitió en la ronda de clasificación.